# 平原河
平原河（英文：Ping Yuen River）是香港新界北區的一條河流。起源自流水岩和禾徑山等多條山溪，在坪輋一帶匯合，其後流經至大埔田、打鼓嶺、塘坊至簡頭圍，在香港邊界道路（近深圳市羅芳村）與深圳河匯合。
平原河昔日的英文名稱（River Ganges）與印度的恆河相同，這是英國在租借新界後派遣印度籍的測量師所命名的。